# Parker Hill
Parker Hill är en kulle i Antarktis. Den ligger i Östantarktis. Australien gör anspråk på området. Toppen på Parker Hill är 137 meter över havet, eller 107 meter över den omgivande terrängen. Bredden vid basen är 22,2 km.
Terrängen runt Parker Hill är platt västerut, men österut är den kuperad. Terrängen runt Parker Hill sluttar västerut. Trakten är obefolkad. Det finns inga samhällen i närheten. 